# Arlindo Rubert
Arlindo Rubert (Faxinal do Soturno, 7 de setembro de 1922 — Fortaleza dos Valos, 30 de setembro de 2006) foi um padre católico, professor e historiador brasileiro, um expoente da historiografia da Igreja Católica no Brasil.

## Carreira religiosa
Filho de José Rubert e Maria Roggia, fez estudos humanísticos no Seminário São José de Santa Maria, e estudos superiores no Seminário Central de São Leopoldo. Aperfeiçoou-se na Universidade Gregoriana em Roma, especializando-e em História Eclesiástica e Patrologia.
Recebeu o sub-diaconato em Tapera, e o diaconato em Cruz Alta em 1948, sendo ordenado padre em 27 de novembro de 1949. Foi auxiliar da Obra das Vocações Sacerdotais em Santa Maria, vigário cooperador em Jaguari e Tenente Portela, vigário em Nova Esperança, pároco de Santana da Boa Vista, e em 1956 assumiu como vice-chanceler da Diocese de Santa Maria. Disse seu colega o padre Pedro Luís que, com sua sólida formação histórica, teológica e jurídica, Rubert destacou-se pelos serviços prestados e era "um dos esteios da Diocese". Em 1960, após alguns meses de paroquiato em Restinga Seca, foi nomeado pároco de Caiçara. Após a instalação da Diocese de Frederico Westphalen em 1962, foi nomeado chanceler da Diocese e cura da Catedral. Na ausência do bispo durante o Concílio Vaticano II, serviu como governador da Diocese. Criou um coro de meninos na Catedral. Depois foi vigário em Planalto, onde foi encarregado também da Pastoral Indígena, sendo elogiado pelo cardeal D. Agnelo Rossi pelo bom trabalho realizado.

## Historiador
Foi professor de latim, e no Seminário Maior de Viamão e no Instituto de Teologia e Pastoral de Passo Fundo lecionou História Eclesiástica. Notabilizou-se como um dos principais estudiosos da história da Igreja Católica no Brasil. Segundo Breno Sponchiado, "da sua monumental obra, fruto de abundante e metódica produção, destacam-se A Igreja no Brasil e História da Igreja no Rio Grande do Sul". Em A Igreja no Brasil usou fontes primárias de arquivos brasileiros, portugueses e italianos, apresentando muitos documentos inéditos. Ampliou a metodologia estabelecida por Macedo Soares, e traçou um amplo painel do que significou a atuação do clero secular, regular e missionário na trajetória do país em formação, discutindo aspectos históricos, institucionais, jurídicos, culturais, políticos e sociais. História da Igreja no Rio Grande do Sul é a principal referência sobre o clero secular no estado. Foi o primeiro autor de uma biografia crítica de dom Lourenço de Mendonça, primeiro bispo do Rio de Janeiro.
Para Mário Gardelin, Rubert foi "uma das maiores autoridades em História Eclesiástica", "homem de vasta cultura, com aprimorado conhecimento da História da Igreja no mundo e da Igreja inserta na realidade brasileira. Em outras palavras, um homem altamente qualificado para a missão que se impôs, e que mereceu as melhores referências da crítica". Dante de Laytano o chamou de "pesquisador de mão cheia, muito atilado, só escreve o que pode documentar", publicando obras "do melhor nível intelectual".

### Obras
- A Diocese de Santa Maria (1957)[3]
- Os Primitivos Religiosos do Rio Grande do Sul (1736-1848) (1961)[18]
- O Herói do Alto Uruguai (1964), uma biografia do padre Manuel Gómez González. Uma segunda edição ampliada foi publicada com o título Servos de Deus: Pe. Manuel e Adílio (2007)[3]
- O Primeiro Bispo Brasileiro: D. Agostinho Ribeiro (c. 1560-1621) (1969)[19]
- A Diocese de Frederico Westphalen (1972)[3]
- O prelado Lourenço de Mendonça: 1º bispo eleito do Rio de Janeiro (1976)[14]
- Clero secular italiano no Rio Grande do Sul (1815-1930): Padres dos imigrantes (1977)[3]
- A criação do Bispado do Rio de Janeiro (1977)[20]
- A Igreja no Brasil, quatro volumes: Origem e Desenvolvimento (1981), Expansão Missionária e Hierárquica (1988), Expansão Territorial e Absolutismo Estatal (1993), Galicanismo Imperial (1994).[16] Publicada na Espanha com tradução de José Luis Moreno Ruiz.[21]
- História da Igreja no Rio Grande do Sul, dois volumes (1994, 1998)[3]
- Tudo sobre os Papas (2003)[22]
- Quarta Colônia Italiana: assistência religiosa (1887-1900), (2003)[23]

Publicou também numerosos artigos em revistas especializadas.